# Erdélyi Magyar Nemzeti Tanács
Az Erdélyi Magyar Nemzeti Tanács (röviden EMNT, románul: Consiliul Național Maghiar din Transilvania, CNMT, angolul: Hungarian National Council of Transylvania) főleg az erdélyi magyar etnikumú lakosságot képviselő, főként politikai célokat és érdekérvényesítést felvállaló civil szervezet. Parlament jellegű közképviseleti testület, amely az erdélyi magyar nemzeti közösség autonómia-törekvéseinek képviseletére, jogszabályokba foglalására és elfogadtatására hivatott.

## Története
A Tőkés László magyar lelkész által kirobbantott 1989-es romániai forradalom után adódott történelmi megbékélési lehetőség a román politikai vezetés ellenállásán bukott el. 1990-ben már magyarellenes pogrom robbant ki az országban. A rendszerváltás óta a másfél milliós erdélyi magyarság más európai kisebbségekkel szemben, akik erőszakkal és eredményesen harcolták ki jogaikat, békésen és eredménytelenül küzd a megmaradás zálogának tekintett területi és perszonális autonómia és önálló oktatási rendszer megteremtése érdekében.
Az erdélyi magyar nemzeti közösség autonómiájának megvalósulása a nemzeti önazonosság megőrzése mellett a gazdasági fejlődés felgyorsítását is elősegítené. Az önrendelkezés kivívásáért tett lépéseket 2003 óta a politikai pártok fölött álló, közképviseleti elven szerveződő Erdélyi Magyar Nemzeti Tanács és Székely Nemzeti Tanács (SZNT) hangolja össze.

## Az EMNT felépítése

### Az Állandó Bizottság tagjai
Elnök:
- Tőkés László, Nagyvárad

Ügyvezető elnök:
- Sándor Krisztina, Sepsiszentgyörgy

Régióelnökök:
- Közép-Erdély: Szabó László
- Székelyföld: Bardócz Csaba
- Partium: Nagy József Barna

Alelnökök:
- Püsök Csaba, egyházi és szociális ügyek felelőse
- Mátis Jenő, gazdasági ügyek felelőse
- Szilágyi Ferenc, oktatási ügyek felelőse
- Boros Zoltán, művelődésügyi felelős
- Borbély Zsolt Attila, nemzetpolitikai ügyek felelőse
- Bozsó Imre Lehel, a Magyar Ifjúsági Tanács (MIT) elnöke

### Állandó szakbizottságai
- Jogi és emberjogi szakbizottság
- Önkormányzati szakbizottság
- Külügyi és tájékoztatási szakbizottság
- Vallásügyi szakbizottság
- Oktatási szakbizottság
- Művelődésügyi, történelmi és hagyományőrző szakbizottság
- Gazdasági szakbizottság
- Szociális szakbizottság
- Ifjúsági szakbizottság

A Tanács igény szerint és indokolt esetben létrehozhat egyéb, állandó vagy időlegesen működő szakbizottságokat is.

## Célkitűzései
Az EMNT alapvető célja az, hogy hozzájáruljon az erdélyi magyar nemzeti közösség törekvéseinek megvalósításához, jogainak és érdekeinek védelméhez, a civil szféra, a demokrácia, a jogállamiság és a politikai pluralizmus megszilárdulásához, a régiók gazdasági, szociális, kulturális és intézményi fejlődéséhez.
Pontokba szedve:
- 1. Az erdélyi magyar nemzeti közösség jogainak és érdekeinek védelmezése.
- 2. Az erdélyi magyar nemzeti közösség széles körű belső önrendelkezési jogon alapuló autonómia-törekvéseinek támogatása.
- 3. A társnemzeti jogállás, valamint a teljes és tényleges egyenrangúság kivívásához való hozzájárulás.
- 4. A közéleti és politikai sokszínűség, az emberi és közösségi jogok érvényesülése, a nemzeti és egyházi közösségek védelmének elősegítése.
- 5. Az egyénekkel és közösségekkel szembeni hátrányos megkülönböztetések felszámolásához való hozzájárulás; indokolt esetekre vonatkozó pozitív diszkrimináció szorgalmazása.
- 6. Segítségnyújtás a társadalmi és közéleti szervezetek rendeltetésszerű működéséhez; közreműködés az értékelvű politikai kultúra fejlődésében és a jogállamiság intézményeinek megszilárdításában.
- 7. Hozzájárulás a régiók gazdasági, szociális, kulturális és intézményi fejlesztéséhez.
- 8. A nemzeti és társadalmi szolidaritás erősítése, a társnemzetek közötti együttműködés munkálása.
- 9. A történelmi és politikai igazságszolgáltatás megvalósulásának elősegítése, a társadalmi igazságosság kiteljesedésének munkálása, továbbá teljes körű átvilágítás szorgalmazása a mindenkori államvédelmi szervekkel való együttműködés tárgyában.